# Young Shik Rhee
Young Shik Rhee (kor. 이영식, chiń. 李永植; ur. 1894, zm. 1981 na wyspie Guam) – koreański duchowny, założyciel Daegu University w Daegu w Korei Południowej, pionier pedagogiki specjalnej w Korei oraz uczestnik koreańskiego ruchu niepodległościowego.

## Życiorys

### Działalność narodowowyzwoleńcza
We wrześniu 1919, Young Shik Rhee został uwięziony na 18 miesięcy przez japońskie władze okupacyjne w areszcie w Daegu za przewodzenie ruchowi niepodległościowemu w tym mieście. Głównie dotyczyło to zamieszek antyjapońskich, do jakich doszło po ogłoszeniu 1 marca 1919 deklaracji niepodległości. W rezultacie tortur, jakich doświadczył ze strony japońskiej policji, trwale utracił słuch w jednym z uszu.
W roku 1977 został odznaczony przez rząd koreański Narodowym Medalem Odrodzenia w uznaniu zasług w odzyskaniu niepodległości przez to państwo.

### Służba kapłańska
W 1926 roku Young Shik Rhee ukończył do Seminarium Teologiczne w Kobe. Uchodziło ono za najbardziej prestiżową placówkę w Cesarstwie Japońskim.
Po wyświęceniu został pastorem w Kościele Prezbiteriańskim Seomoon w Daegu. Pracował tam w latach 1927–1936. Był popularnym pastorem, cenionym za kazania, mimo to zrezygnował z kierowania parafią dla mniej cenionej pracy społecznej.
W 1970 roku przeszedł na unitarianizm.

### Działalność społeczna
W roku 1936 poświęcił swoją karierę duchownego i rozpoczął realizację swojej życiowej misji – działalności społecznej. Pracował w ośrodku leczenia trądu w Daegu. Pełnił tam również obowiązki kapłańskie.
Od momentu odzyskania niepodległości przez Koreę w 1945 roku, Young Shik Rhee rozszerzył swą działalność społeczną także na opiekę nad sierotami oraz niepełnosprawnymi dziećmi.
W 1946 założył Szkołę dla Niewidomych w Daegu, pierwszą szkołę specjalną założoną przez Koreańczyka. (Pierwszą szkołą specjalną w Korei była Szkoła dla Niewidomych w Pjongjangu założona w 1894 roku przez Rosetta'ę Sherwood Hall, amerykańską misjonarkę zajmującą się nauczaniem i leczeniem. W 1913 roku japońskie władze okupacyjne założyły Szkołę dla Niewidomych w Seulu.)
Podczas wyniszczającej wojny koreańskiej (1950–1953) skutkującej osieroceniem i okaleczeniem wielu dzieci, wielebny Rhee był jednym z niewielu, którzy poświęcili się pracy z nimi. Sierociniec przygarnął wiele okaleczonych dzieci. Miały zagwarantowane wyżywienie, odzienie oraz naukę umiejętności, umożliwiających im opuszczenie go i samodzielne życie. Young Shik Rhee pomagał im zaspokoić potrzeby duchowe i emocjonalne, pozyskiwał środki i darowizny oraz wyszukiwał nauczycieli oraz lekarzy.

### Założenie i rozwój Daegu University
Young Shik Rhee dostrzegł potrzebę kształcenia pedagogów specjalnych oraz pracowników socjalnych posiadających specjalistyczne umiejętności. W 1956 roku założył Koreański Instytut Pracy Socjalnej w Daegu. W roku 1961 przekształcono go formalnie w College.
Koreański College pracy Socjalnej przekształcony został w Daegu University w 1981 roku. Young Shik Rhee był jego przewodniczącym od roku 1961 do 1982. Uniwersytet założył pierwszą w Korei bibliotekę brajlowską w 1981 roku i do dziś kontynuuje tradycję kształcenia specjalistów do pracy z osobami potrzebującymi. Nadal znajduje się w awangardzie w dziedzinach pracy socjalnej i pedagogiki specjalnej w Korei Południowej.
W uznaniu wielu lat nieocenionej pracy, w maju 1969 roku południowokoreański prezydent Park Chung-hee, osobiście odznaczył Young Shik Rhee Nagrodą Narodową 5.16 (odznaczenie przyznawane cywilom za zasługi w rozwoju Korei).

### Poszukiwanie zaginionych Koreańczyków
W latach 70' i 80' XX wieku, wielebny Rhee podróżował po Marianach na Pacyfiku, gdzie wielu robotników koreańskich zostało zmuszonych do pracy dla wojska japońskiego w czasie ekspansji przed i w trakcie II wojny światowej. Odnalazł stare cmentarze robotników koreańskich w głębokiej dżungli na Tinianie oraz przeniósł ich szczątki na narodowy cmentarz w Korei. Założył także grupę, która doprowadziła do powstania Koreańskiego Pomnika Pokoju na Saipanie oraz na Tinianie (Mariany) na pamiątkę tysięcy robotników koreańskich, którzy zmarli na tych wyspach.

### Śmierć
Young Shik Rhee zmarł z przyczyn naturalnych w wieku 87 lat w okolicach wsi Tamuning (w okręgu o tej samej nazwie) na wyspie Guam w 1981 roku.